# Petar Keglević (V.)
Petar V. Keglević (Péter Keglevich; 23. siječnja 1603. – Lobor, oko 1665.), poznat i kao Petar Keglević Bužimski, je bio hrvatski plemić, vojskovođa i ljetopisac. Potječe iz barunske obitelji Keglević i utemeljitelj je njene hrvatske grane.

## Obitelj
Keglević je rođen oko 1603. godine od oca baruna Jurja Keglevića i majke Katarine Istvánffy, kćerke baruna Nikole Istvánffyja. Imao je starijeg brata Nikolu te mlađu braću Žigmunda i Stjepana. Praunuk je hrvatsko-slavonsko-dalmatinskiog bana Petra II. Keglevića Bužimskog.
Njegov otac barun Juraj je od travnja 1598. do listopada 1599. bio hrvatski banovac i veliki župan Zagrebačke i Križevačke županije. Juraj je sudjelovao u radu Hrvatskoga sabora te bio imenovan vrhovnim zapovjednikom hrvatske vojske. Brat Nikola (1600. – 1642.), začetnik mađarske grane obitelji, je 1636. godine imenovan je velikim županom u Torni te kapetanom utvrda Ónod i Diósgyőr. Nikolin sina Nikola (1636. – 1701.) je primio grofovski naslov od kralja Leopolda I. Habsburgovca u Požunu 1687. godine.

## Životopis
Keglević je studirao pravo u Bologni od 1618. do 1621. godine. S bratom Nikolom se spominje na krunidbi Ferdinanda II. Habsburgovca za hrvatskoga i ugarskoga kralja 1618. godine. Godine 1622. je s braćom razdijelio očevo imanje i tu je dobio Lobor i kaštel Bistricu te prihode dijelova kaštela Dubovca i grada Krapine.
Od 1631. godine Keglević je sudjelovao u Tridesetogodišnjem ratu, kao pukovnik od 1632. – 1633. godine, a od 1637. godine je zapovijedao pukovnijama sastavljenima većinom od hrvatskih vojnika. Bio je kapetan u banskoj vojsci u Brkiševini od 1634. – 1636. godine. Od 1636. godine je bio član Banskoga stola. Godine 1641. istaknuo se u borbama protiv Osmanskog Carstva kraj Gvozdanskoga. Zapovijedao je i borbama kraj Velike Kaniže te bio vrhovni kapetan Jegerseka. Godine 1651. je sudjelovao u opsadi Šegeša. Više puta bio član saborskih i kraljevskih povjerenstava te kraljev povjerenik. 
Oko 1653. godine se povukao iz javnoga života i posvetio uređenju imanja Lobora.
Keglević je zzmeđu 1661. i 1665. godine sastavio ljetopis Zapisi o nekim stvarima koje su se dogodile, bile učinjene i izvedene u kraljevstvu Slavonije, a vrijedne su bilježenja i pamćenja od godine 1599., a prema mojim kalendarima, od godine 1627. uz iznimku kalendara iz 1631., koji ne postoji. U ljetopisu je iznio glavne podatke iz svoga života i svoje obitelji te donio podatke važne za hrvatsku političku i kulturnu povijest; vjerno je prikazao život hrvatskog plemstva u XVII. stoljeću.

## Brak i potomstvo
Keglević se oženio Margaretu Gradečki. Imali su sedmoro djece:
- Najstariji sin Petar (VI.) je umro u djetinjstvu.[9]
- Sin Ladislav (1627. – 1665.) se školovao u Zagrebu, Grazu i Beču, bio je vrhovni kapetan Jegerseka, a 1655. godine postao kraljevskim komornikom. Oženio je barunicu Rozinu Ratkaj s kojom je imao sina Petra VII. Keglevića.[5] Unuk Petar (1660. – 1724.) je bio banski namjesnik i vojni zapovjednik kojemu je kralj Leopold I. u Požunu 1687. godine dodijelio grofovski naslov.
- Sin Ivan (1634. – 1654.) je bio pavlin u Lepoglavi.
- Kćer Eva je bila klarisa u Zagrebu.
- Kćer Katarina je bila klarisa u Požunu.
- Kćer Suzana
- Kćer Elizabeta

Pjesnikinja Katarina Patačić je njegova prapraunuka.